# Patricio Piñero
Patricio Piñero (Mar del Plata, Buenos Aires, 30 de agosto de 1995) es un baloncestista argentino que se desempeña como alero y ala-pívot en Zárate Basket de la Liga Nacional de Básquet de Argentina. Es hermano del también baloncestista Facundo Piñero

## Trayectoria
Piñero surgió en las inferiores del Quilmes donde estuvo hasta la Liga Nacional de Básquet 2013-14. Luego pasó al antiguo Torneo Nacional de Ascenso donde presenta antecedentes en Deportivo Viedma para el Torneo Nacional de Ascenso 2014-15 y Oberá Tenis Club para el Torneo Nacional de Ascenso 2015-16. Tras ello, en busca de minutos se sumó al Torneo Federal de Básquetbol donde tuvo una gran temporada en Ramos Mejía Lawn Tennis Club, equipo que logró el título. Allí promedió 13.3 puntos y 3.3 rebotes por juego en la temporada 2016-17. De cara a la Liga Nacional de Básquet 2017-18 regresa a Quilmes para completar las fichas U23.

### Clubes
| Club                        | País      | Año             |
| --------------------------- | --------- | --------------- |
| Quilmes                     | Argentina | 2012 - 2014     |
| Deportivo Viedma            | Argentina | 2014 - 2015     |
| Oberá                       | Argentina | 2015 - 2016     |
| Ramos Mejía LTC             | Argentina | 2016 - 2017     |
| Quilmes                     | Argentina | 2017 - 2018     |
| Ramos Mejía LTC             | Argentina | 2018 - 2019     |
| Atlético Pilar              | Argentina | 2019            |
| Unión de Mar del Plata      | Argentina | 2021            |
| Platense                    | Argentina | 2021 - 2022     |
| Llaneros de Guárico         | Venezuela | 2022            |
| Tigrillos de Medellín       | Colombia  | 2022            |
| Fortaleza Basquete Cearense | Brasil    | 2022 - 2023     |
| Zárate Basket               | Argentina | 2024 - Presente |

## Palmarés

### Campeonatos nacionales
- Actualizado hasta el 23 de mayo de 2016.

| Título         | Club            | País      | Año         |
| -------------- | --------------- | --------- | ----------- |
| Campeón del TF | Ramos Mejía LTC | Argentina | 2016 - 2017 |